# Михали (Псковский район)
Михали — деревня в Ядровской волости Псковского района Псковской области.
Расположена на берегу реки Многа, в 9 км от южной границы Пскова и деревни Черёха.
Численность населения деревни по состоянию на 2000 год составляла 5 жителей.